# Cabernet sauvignon
El cabernet sauvignon és una varietat de cep negra. La planta és vigorosa i s'adapta bé en climes temperats i poc humits. El raïm de cep cabernet sauvignon és mitjà i de forma irregular no gaire compacte. El gra és menut i esfèric, ple de llavors. La pellofa és gruixuda i dura, fent que el raïm sigui resistent a les malures, i té un profund pigment negre. La polpa és ferma, cruixent i de gust agre.
El vi elaborat amb raïm cabernet sauvignon és sec, àcid, amb cos, ric en alcohol i en taní, i de color violaci. De jove és astringent i amb l'envelliment desenvolupa una característica gamma d'aromes florals, fruitals i vegetals. És emprat sobretot per fer cupatges com a varietat millorant en la criança degut a l'alt contingut en taní.
El cabernet sauvigon és originari de la regió de Bordeus, format com un híbrid de cabernet franc i sauvignon blanc. S'anomena l'emperador de les varietats negres i n'és la més popular difosa per totes les zones càlides del món. És la varietat principal dels vins de Bordeus, junt amb el merlot, i s'ha implantat amb èxit a les noves regions vinícoles (Califòrnia, Xile, Austràlia) i es complementa amb les varietats tradicionals d'Espanya i Itàlia. És una varietat autoritzada a totes les denominacions d'origen de Catalunya, Mallorca i el País Valencià, utilitzada com a varietat millorant de les tradicionals.